# Cheiro
Cheiro, pseudonimo di William John Warner (Dublino, 1º novembre 1866 – 8 ottobre 1936), è stato un astrologo, esoterista e scrittore britannico.

## Biografia
Cheiro (il nome deriva da chiromanzia) che si faceva chiamare anche Conte Louis Hamon o conte Leigh de Hamong per via di una nobiltà mai dimostrata, era uno dei più famosi chiromanti dell'epoca vittoriana.
Leggeva i palmi delle mani; era astrologo, prediceva il futuro a molti personaggi illustri del suo tempo, celebre fu l'esempio di Oscar Wilde.

### L'incontro con Oscar Wilde
A casa di Blanche Roosevelt, WIlde si fece leggere le mani senza far capire che fosse lui (si era nascosto dietro ad una tenda per l'occasione). Cheiro osservò entrambe le mani: la sinistra che parlava della discendenza dei suoi genitori disse che era di stirpe regale, imperiosa, mentre nella sua mano destra, quella che vede il futuro personale, rivelava che a quarant'anni gli sarebbe crollato il mondo addosso, sarebbe stato esiliato da sé stesso. Wilde allora aveva 38 anni: pochi anni dopo sarebbe stato incarcerato e avrebbe perso tutto quello che aveva. Egli, da sempre superstizioso, appena ascoltato queste parole abbandonò senza dire una parola la casa.

## Opere
Cheiro scrisse anche libri sull'esoterismo tuttora reperibili:

### Astrologia
- "When Were You Born?"
- "You and Your Stars";

### Chiromanzia
- "Cheiro's Language of the Hand" (1897)
- "Cheiro's Guide to the Hand"
- "You and Your Hand"
- "Cheiro's Palmistry for All"

### Numerologia
- "Cheiro's Book of Numbers"

### Altro
- "Cheiro's Book of World Predictions"
- "A Study of Destiny" (1898).